# Aliso Village (California)
Aliso Village es un área no incorporada ubicada en el condado de Los Ángeles en el estado estadounidense de California.

## Geografía
Aliso Village se encuentra ubicada en las coordenadas 34°2′55″N 118°13′41″O / 34.04861, -118.22806.